# Les Autels-Villevillon
Les Autels-Villevillon ist eine französische Gemeinde mit 110 Einwohnern (Stand: 1. Januar 2022) im Département Eure-et-Loir in der Region Centre-Val de Loire; sie gehört zum Arrondissement Nogent-le-Rotrou und zum Kanton Brou. 

## Geographie
Les Autels-Villevillon liegt etwa 55 Kilometer südwestlich von Chartres in der Landschaft Perche. Umgeben wird Les Autels-Villevillon von den Nachbargemeinden Unverre im Norden und Osten, Chapelle-Royale im Südosten, La Bazoche-Gouet im Süden und Südwesten sowie Charbonnières im Westen und Nordwesten.

## Bevölkerungsentwicklung
| Jahr                       | 1962 | 1968 | 1975 | 1982 | 1990 | 1999 | 2006 | 2020 |
| Einwohner                  | 283  | 281  | 200  | 140  | 135  | 120  | 137  | 118  |
| Quellen: Cassini und INSEE |      |      |      |      |      |      |      |      |

## Sehenswürdigkeiten
- Kirche Notre-Dame, Monument historique seit 2006

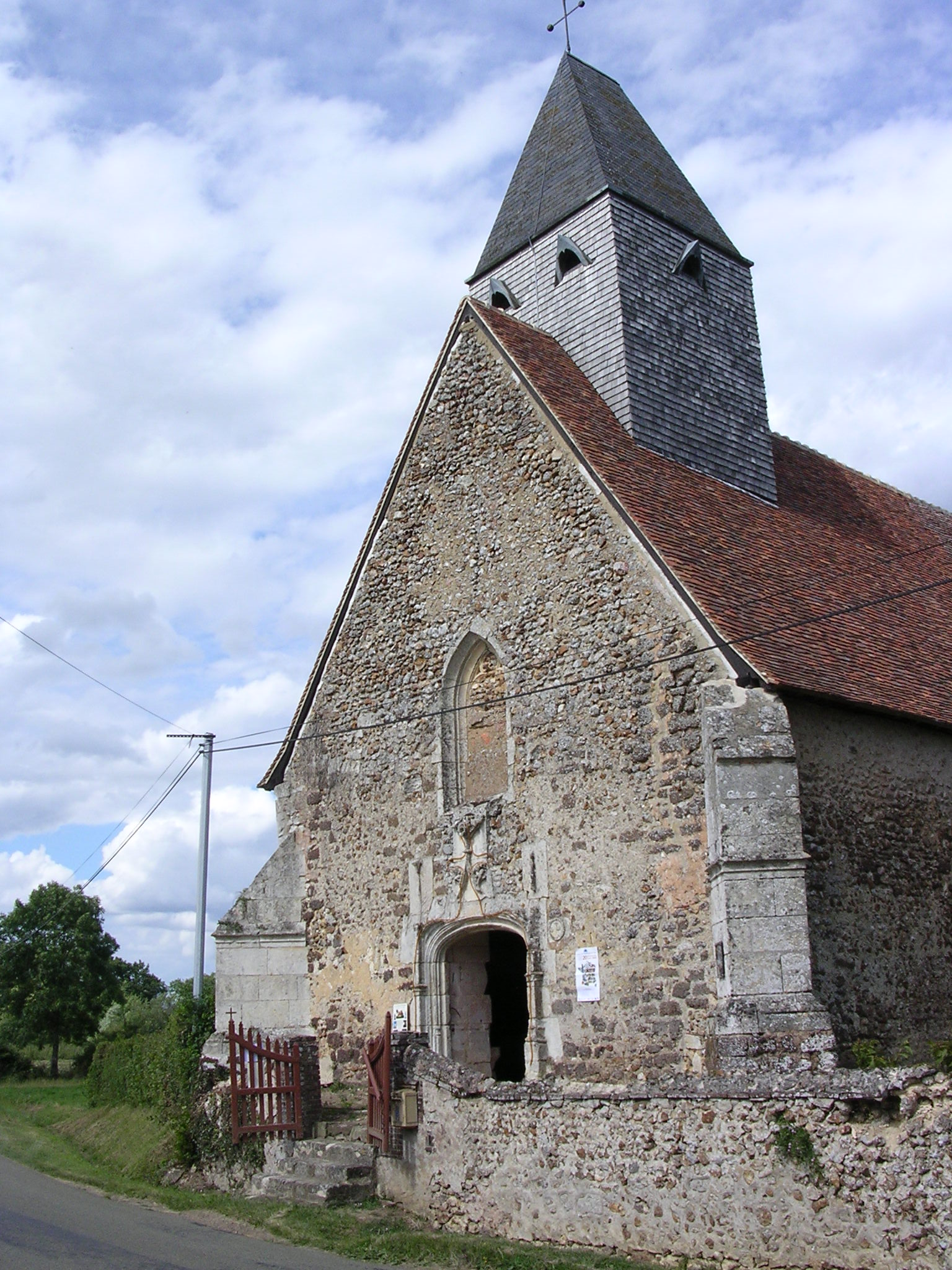
Kirche Notre-Dame

- Kirche Saint-Éloi